# اسرار (فیلم ۱۹۳۳)
اسرار (انگلیسی: Secrets) فیلمی در ژانر وسترن به کارگردانی فرانک بورزیگی است که در سال ۱۹۳۳ به نمایش درآمد.

## چکیده داستان
مری مارلو، دختر یک خانواده صنعتگر ثروتمند نیوانگلند، قرار شده که با لرد هرلی، یک آرژانتینی چاق انگلیسی مسن تر ازخودش ازدواج کند. اما او در برابر پدر و مادرش می‌ایستد و این ازدواج را رد می‌کند. روزی، او به‌طور اتفاقی، با جان کارلتون، مردی اندک عجیب و غریب آشنا می‌شود که حسابدار شرکت پدرش است. آنها به زودی موفق می‌شوند یکدیگر را مخفیانه ببینند و روابطی از طریق نامه نگاری با هم برقرار کنند. روزی که ویلیام مارلو نامه‌های دخترش به کارلتون را کشف می‌کند، کارلتون را بی درنگ اخراج می‌کند. همان شب جشنی برای اعلام پیوند زناشویی مری و لرد هرلی به خانواده‌های ثروتمند سطح بالای شهر برگزار می‌شود. زن جوان وانمود به غش می‌کند، و به اتاقش پناه می‌برد. همان موقع، کارلتون به کمک نردبان از دیوار بالا رفته از پنجره اتاق به درون به نزد دختر می‌رود، و قصد خود را جهت رفتن به کالیفرنیا برای کسب ثروت و بازگشت برای ازدواج با او اعلام می‌کند. مری ناگهانی تصمیم می‌گیرد با وجود تمام خطرات و خستگی‌هایی که باید تحمل کند، به همراه او برود. همان‌طور که مهمانی در سالن اصلی در اوج خود است، دو عاشق فرار می‌کنند…

## بازیگران
- مری پیکفورد
- لسلی هاوارد
- ند اسپارکس
- بسی بریسکیل
- ویرجینیا گری
- فلورنس لورنس
- اتل کلیتون
- دوریس لوید
- هانتلی گوردن